# Gare de La Forest
Gare de La Forest – przystanek kolejowy w La Forest-Landerneau, w departamencie Finistère, w regionie Bretania, we Francji.
Przystanek kolejowy został otwarty przez Compagnie des chemins de fer de l'Ouest. Dziś należy do Société nationale des chemins de fer français (SNCF), obsługiwanym przez pociągi TER Bretagne kursujących z Brest do różnych kierunków: Landerneau, Morlaix, Plouaret-Treg lub Quimper.